# Siete Iglesias de Trabancos
Siete Iglesias de Trabancos é um município da Espanha na província de Valladolid, comunidade autónoma de Castela e Leão, de área 63,2 km² com população de 558 habitantes (2007) e densidade populacional de 9,15 hab/km².

## Demografia
| Variação demográfica do município entre 1991 e 2004 | Variação demográfica do município entre 1991 e 2004 | Variação demográfica do município entre 1991 e 2004 | Variação demográfica do município entre 1991 e 2004 |
| --------------------------------------------------- | --------------------------------------------------- | --------------------------------------------------- | --------------------------------------------------- |
| 1991                                                | 1996                                                | 2001                                                | 2004                                                |
| 719                                                 | 667                                                 | 592                                                 | 561                                                 |